# أسباب مرض التوحد

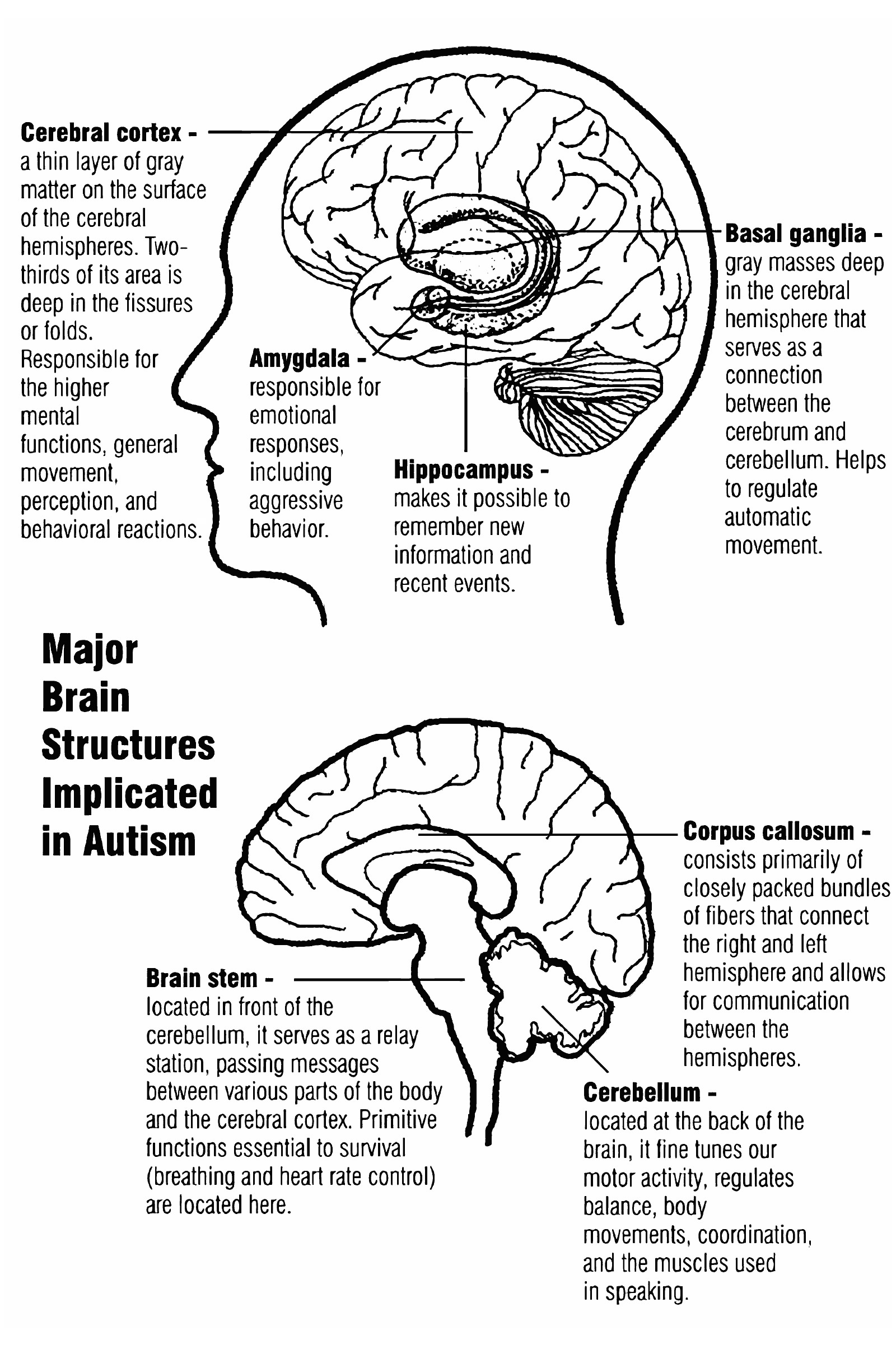

أسباب اضطرابات طيف التوحد إن أسباب (مسببات) التوحد لا تزال غير واضحة. إن النموذج الناشئ الذي نعزو إليه ليعكس الطريقة التي يتم بها بناء إنسان هو: إن الجينات والمواد الغذائية تتفاعل لتمكين الخلية الواحدة (البويضة الملقحة) من المضاعفة والتفرق لتشكيل أنظمة وأجهزة خلايا متعددة، ولكل منها وظائف محددة خاصة بها. وهو التفاعل المستمر بين الشفرة الوراثية والمواد الغذائية (علم المورثات الغذائية) التي تنمي الإنسان في الرحم وفي السنوات الأولى، وكذلك يحافظ على صحة ووظيفة أفضل في مختلف مراحل العمر.
ومع ذلك، تشير الأبحاث الحديثة أن مرض التوحد قد ينشأ عندما يكون لدى الطفل القابلية الوراثية و/ أو أن نسبة الحمض الدهني أوميغا 3 غير طبيعي في غشاء الخلية قد تعرض إلى واحد أو أكثر من المسببات البيئية (التعرض للمعادن الثقيلة، أو فيروس أو بكتيريا) مما أدى إلى عطب الخلايا (غالبا في الأمعاء والدماغ). وهذا يمكن أن يحدث «في الرحم» (أثناء الحمل) أو بعد الولادة (ما بعد الولادة).
في نهاية المطاف هذه التفاعلات المختلة يمكن أن تؤثر على أجهزة الجسم، والأكثر وضوحا في الجهاز الهضمي، والغدد الصماء، والجهاز المناعي والجهاز العصبي المركزي. إن تعقيد الآلاف إن لم يكن الملايين من التفاعلات الممكنة قد تتحدى بشكل جيد الوصف. مع ذلك يمكننا بناء نموذج الطب الحيوي الأساسي لمرض التوحد استنادا إلى الأدلة العلمية المنشورة إلى اليوم.
وفيما يلي عرض لبعض الآليات الأكثر شيوعا التي تتضمن مسببات اضطراب طيف التوحد:

## الدليل الوراثي في التوحد
هناك العديد من الدراسات الجينية تدعم الرأي القائل بأن التوحد عنصر وراثي، على سبيل المثال: أثبتت دراسة حديثة وجود صلة بين مرض التوحد وجين انجليرد 2 (EN2)، والتي قد تسهم في ما يصل إلى 40% من حالات التوحد في عموم السكان. ويساهم جين EN2 في التطور العصبي الطبيعي. وتقدم الدراسة دليلا جينيا إضافيا وهو أن جين EN2 قد يؤهب لاضطراب طيف التوحد، ويقترح المؤلفان أن الاضطرابات في التعبير عن الجين EN2 يمكن أن يغير بشكل كبير نمو الدماغ الطبيعي ".
وهناك أدلة متزايدة على أن الناس الذين يعانون من اضطرابات طيف التوحد (ASDs) لديها خلل في نظام هرمون السيروتونين. على سبيل المثال: فإنه تم الإبلاغ عن التعدد الوظيفي للالسيروتونين الجيني الناقل منطقة المروج للتباحث في خطر اضطرابات طيف التوحد، ولتؤثر على حجم المادة الرمادية القشرية في الأطفال الصغار.. النتائج تزيد من إمكانية العلاقة بين تعدد أشكال السيروتونين وتركيبة الدماغ في اضطرابات طيف التوحد التركيب قد يختلف بوصفها وظيفة من العمر و/ أو التشخيص الفرعي لاضطرابات طيف التوحد.
• الجينات وحدها لا يمكن أن تفسر الزيادة في حالات التوحد بين 1990-2000 (870٪). إذا كانت الوراثة هي إلقاء اللوم على كل جيل يكون لديه نفس حالات التوحد. بينما هناك جينات التي تهيئ للتوحد، ونحن نعرف أن هناك عنصر وراثي لمرض التوحد، وعلم الوراثة وحده لا يمكن أن يفسر الارتفاع الحالي للتوحد في الدول الصناعية. هذا يترك المواد الغذائية والسموم تتفاعل مع نقاط الضعف الوراثية كأقوى المرشحين مثل العوامل المسببة للتوحد.
•سلامة أغشية الخلايا التي تحمي كل خلية يمكن أن تصبح ضعيفة، وترك الخلايا عرضة للخطر. إن هناك الكثير من الدعم في الدراسات الحيوانية والبشرية أن انخفاض امتصاص الأحماض الدهنية أوميغا 3 الناتج في أغشية الخلايا وضعف واضطرابات النمو العصبي. وهناك أدلة متزايدة على أن أوجه القصور في الأحماض الدهنية أو اختلالاتها قد يسهم في الاضطرابات العصبية النمائية في مرحلة الطفولة. العشوائية الحالية، التجارب المزدوجة، ومراقبة علاج بديل لمدة 6 أسابيع وهو اختبار تجريبي مؤخرا للتحقيق من الآثار المترتبة على 1.5 غرام من الأحماض الدهنية أوميغا 3 (EPA وDHA) مكملات في الأطفال الذين يعانون من اضطرابات التوحد يرافقه نوبات الغضب الشديد، والعدوان، وسلوك الاضرار بالنفس فقد لقي النجاح من أحماض أوميغا 3 الدهنية على الدواء البديل وتقديم أدلة على أن أحماض أوميغا 3 الدهنية قد يكون علاجا فعالا للأطفال المصابين بالتوحد.
• النقص في العناصر الغذائية الأساسية في نظامنا الغذائي الحديث، مثل الزنك والسيلينيوم، فيتامين ب 12، فيتامين ب 6 فيتامين دال، وحمض الفوليك، فقد يؤثر على التطور العصبي ويؤدي إلى الضعف في الأغشية الخلوية والعمليات الداخلية للخلايا. نقاط الضعف هذه تجعله عرضة للتأثير المدمر في معظم الأحيان من المستضدات البيئية والسموم. وقد استخدمت المكملات الغذائية في عدد من الدراسات والتي نجحت في تحسين وظائف المخ والسلوك عند الأطفال الذين يعانون من التوحد.
• اختراق المنشطات الأفيونية ;نظرية فائض الأفيونية: اقترح بانكسب في عام 1979 «فائض المواد الأفيونية» نظرية التوحد. ووجد باحثون آخرون أن الببتيدات الأفيونية («اكسورفينز» المشتقة من بروتينات الطعام المهضوم جزئيا) في البول من الأفراد الذين يعانون من التوحد. إن الجزيئات بهذا الحجم عادةً لا تعبر الغشاء المخاطي للأمعاء. ذكر ريشلت والزملاء العاملين في النرويج أن مستويات اكسورفينز أعلى بكثير في البول لدى 315 طفلا يعانون من التوحد من ثمانية بلدان مختلفة مقارنة مع 143 من الأطفال العاديين. وكانت المستويات الوسطية مرتفعة تقريبا ضعفي في الأطفال الذين يعانون من التوحد. قام ريشلت وآخرون مؤخرا بتحديث نظرية فائض الأفيونية لمرض التوحد. ووجد الباحثون أن «الاكسورفينز الأفيونية» المستمدة من الكازين (بروتين الحليب) والغلوتين (من الحبوب) عبرت حاجز الدم للدماغ وتسبب «اللامبالاة الاجتماعية» وهي أعراض ظهرت في حيوانات التجارب، وكذلك عدم القدرة على التفريق المحفزات الأساسية من المحفزات غير الأساسية. ووجد الباحثون أن الببتيد في بول المتوحدين يزيد محتوى الصفائح الدموية من السيروتونين، الذي هو أيضا نتيجة شائعة في التوحد. وقد تم ربط تغيير توافر مادة السيروتونين ل«الإصرار على التماثل،» تذكرنا باضطراب طيف التوحد. وقد حاولوا تبرير جميع الخصائص الأخرى للتوحد وفقا لهذا النموذج، مما يشير إلى أن مرض التوحد يستند إلى خطأ تعدد الأشكال الجينية لهضم الببتيد، وربما الإنزيم أمينوببتيداز الرابع (DPP IV)، وأن النشاط منبه الدماغ من اكسورفينز يمكن أن يفسر معظمه، إن لم يكن كلها، وأعراض التوحد. على الرغم من أن هناك حاجة إلى مزيد من الأبحاث السريرية لإثبات الصحة النسبية لهذه الفرضية، فإن كثير من آباء وأمهات الأطفال المصابين بالتوحد أعلنوا عن تحسينات كبيرة على النظام الغذائي الخالي من منتجات الألبان والغلوتين.
• المستضدات (مادة أجنبية سامة، والمعادن الثقيلة والفيروسات والبكتيريا) تهاجم الخلايا الضعيفة وتلحق الضرر بها، مما أدى إلى توقف الخلايا عن تنفذ وظيفتها بشكل طبيعي. يمكن للمستضدات اتلاف أو تغيير الشفرة الوراثية في الخلية، مما يسبب خللاً في الخلية.
• وهناك شواهد على أن نظام المثيلة المختل قد يؤدي لتغيير جيني غير طبيعي مما يؤدي إلى ظهور خلايا مختلة. فيتامين ب12، حمض الفوليك، فيتامين ب6 والمغنيسيوم يلعب دورا مركزيا في تنظيم عمليات الميثيل. يمكن أن يتعارض المثيلة غير طبيعي مع اروتين ميتالوثينين الذي ينظم نسب الزنك / النحاس والمعادن الأخرى في أغشية الخلايا. ويمكن أن يؤدي ضعف الهيكل الخلوي إلى اضطرابات نظامية متعددة، مما يؤثر على الجهاز الهضمي، والمناعة والغدد الصماء والجهاز العصبي المركزي.
• التوازن الدقيق بين البكتيريا النافعة والضارة في الأمعاء يمكن أن يخل من المضادات الحيوية، والمواد الحافظة والمواد المضافة السامة والسموم البيئية، مما يؤدي إلى حالة تعرف باسم دايسبايوسيس المعوية (وهي حالة يتم بموجبها توزيع أنواع البكتيريا في الأمعاء بشكل غير طبيعي). البكتيريا الانتهازية في الجهاز الهضمي قد تهيج جدار الأمعاء الضعيفة مما يؤدي إلى متلازمة القولون العصبي، راشح القناة الهضمية وحساسيات الأغذية. كشفت البحوث التي أجريت مؤخرا عن أمراض في الجهاز الهضمي للأطفال الذين يعانون من التوحد. علم الأمراض، وقد ذكر أن تمتد المريء إلى القولون، قد وصف هنا جنبا إلى جنب مع دراسات أخرى تشير إلى وجود علاقة بين النظام الغذائي وشدة الأعراض التي تظهر في مرض التوحد. والدليل على أن هناك ضعف في نفاذية الأمعاء في التوحد فقد تم مراجعة، وتناقش مختلف النظريات كيف لراشح القناة الهضمية أن تيطور. وأخيرا، بعض السبل التي انخفضت قيمتها ناقشت وظيفة الجهاز الهضمي وأنه قد يؤثر على وظائف المخ.
• بعض أنواع البكتيريا تنتج مقداراً ضئيلاً من الأمينات. عندما تكون هذه البكتيريا متضخمة، فإنها يمكن أن تنتج كميات كبيرة من الأمينات. ودلت الاكتشافات الأخيرة في علم الأعصاب أن هناك مواقع للمستقبلات في نفس المناطق في الدماغ كناقل عصبي (ناقل كيميائي) المستقبلات، تشير إلى أن فرط نمو بكتيريا الأمعاء يؤثر على وظائف الدماغ. وتشير هذه النتيجة أن الأمينات الزائدة يمكن أن يؤدي إلى تشوش إشارات المخ وتؤثر على التعلم والانتباه والمزاج. في نمو الدماغ هذا يمكن أن يكون له آثار خطيرة في التأثير على التطور.
• غيرها من البكتيريا تنتج العديدات السكرية الشحمية التي يمكن أن تتسبب في عدد لا يحصى من الآثار التخريبية في الدماغ، مما يؤثر على الذاكرة والتعلم والانتباه والمزاج. وهي التهابات شديدة. عادة العديدات السكرية الشحمية لا يمكن أن تعبر بطانة الأمعاء ما لم يكن هناك أحشاء راشحة (زيادة نفاذية الأمعاء) في هذه الحالة يمكن أن تدخل مجرى الدم وتحمل إلى الدماغ.

## التوحد وأيض حمض الفوليك
و أشارت الأبحاث على مدى السنوات ال 20 الماضية على تأكيد وجود علاقة بين النظام الغذائي للأم وولادة الرضيع المصاب، وتوجد أدلة حديثة إلى أن حمض الفوليك، وهو فيتامين ذائب في الماء، موجود في كثير من الفواكه (وخصوصا البرتقال والتوت والموز)، والورقيات الخضراء والحبوب والبقوليات، قد يمنع الغالبية من عيوب الأنبوب العصبي.
• النساء الذين لديهم رضيع واحد مع وجود خلل في الأنبوب العصبي لديهم زيادة كبيرة في مخاطر الظهور من جديد (40-50 لكل ألف مقارنة مع 2 لكل ألف عن كل الولادات).
• وأثبتت تجربة عشوائية أجريت من قبل مجلس البحوث الطبية في المملكة المتحدة انخفاضا في الخطر بنسبة 72% من ظهوره من جديد عن طريق اختبار فترة (أي قبل وبعد الحمل) لمكملات حمض الفوليك (4 ملغرام يوميا).
• وتشير البحوث الوبائية الأخرى، بما في ذلك البحث الذي أنجز في أستراليا، أن الحوادث الأولية من عيوب الأنبوب العصبي يمكن أيضا أن يوقى منه عن طريق حمض الفوليك إما كمكمل أو في النظام الغذائي.
• وقد تم تأكيد ذلك في تجربة عشوائية من هانغاريا، والتي وجدت أن بعض الفيتامينات التي تحتوي على 800 ميكرو غرام من حمض الفوليك كانت فعالة في الحد من حدوث عيوب الأنبوب العصبي في الولادة الأولى.
مقتطف من مجلس الصحة الوطنية والبحوث الطبية للنشر
نمو الدماغ الطبيعي ووظيفته تعتمد على النقل النشط من الفولات عبر حاجز الدم في الدماغ. وأفادت الدراسة على النتائج السريرية والأيضية على خمسة أطفال من أصحاب تقدم النمو العصبي الطبيعي خلال الأشهر الأربعة للأشهر السادسة الأولى تليها اكتساب تهيج ملحوظ، تباطؤ نمو الرأس، والتخلف العقلي، ورنح مخيخي، والخلل الحركي، وعلامات هرمية في الأطراف السفلية ونوبات عرضية. بعد سن الستادسة اثنان من أقدم المرضى أيضا يتجلى لديهم اضطراب بصري مركزي. والاضطرابات المعروفة قد استبعدت عن طريق تحقيقات واسعة النطاق. على الرغم من مستويات حمض الفوليك الطبيعية في مصل الدم وخلايا الدم الحمراء مع الحمض الاميني الطبيعي، وتحليل السائل الشوكي الدماغي اقترح نقل الفولات المضطربة عبر حاجز الدم في الدماغ.
أسفر العلاج عن طريق الفم بحمض الفولينيك في للتحسن السريري.
هذه الدراسة وغيرها التي تدعم رأينا في أن المثيلة الطبيعية هي في غاية الأهمية للوقاية والعلاج من اضطرابات النمو العصبي بما في ذلك مرض التوحد.

## لماذا تنتوع السلوكيات في التوحد
يقطع هذا النموذج طريقاً طويلا لشرح سبب وجود هذا التنوع في سلوكيات التوحد. وهذا ما يفسر أيضا لماذا تنجح بعض التدخلات لبعض الأطفال دون غيرهم، وتسليط الضوء على الحاجة لإجراء الاختبارات الطبية الحيوية كأساس لصياغة الفرضيات وتبرير نهج العلاج..
وهناك أدلة ناشئة تبين بأن التوحد هو اضطراب تأثير التغذية على الجينات متعددة الأوجه (التفاعل بين الجينات والمواد الغذائية). منذ أن تغير أو تحور الشفرة الوراثية لدينا هو من غير محتمل في السنوات ال 100 الماضية، فإن الوراثة لا تفسر الارتفاع في جميع الأمراض الحديثة، بما في ذلك مرض التوحد، وفي تلك الفترة القصيرة. ووفقا لمكتب الولايات المتحدة للإحصاء، فإن حدوث التوحد قد زاد بنسبة 870% في عشر سنوات. ومع ذلك، في حين أن علم الوراثة لم تتغير، فإن نظامنا الغذائي والسلسلة الغذائية قد تغيروا بشكل كبير في ذلك الوقت، وربما تكون هي المسؤولة عن الزيادة الملحوظة في اضطراب طيف التوحد.
• إدخال المواد الكيميائية السامة (المضادات الحيوية والمعادن الثقيلة والمبيدات الحشرية والمواد المضافة والمواد الحافظة) في السلسلة الغذائية لدينا.
• نفاد المواد الغذائية في طعامنا نظرا لارتفاع كثافة الزراعة من نفس التربة عاماً بعد عام على مدى عقود.
• أساليب الزراعة التي حلت محل الأسمدة الكيماوية للتحلل الطبيعي للمادة العضوية من قبل البكتريا.
• طرق معالجة الأغذية التي تدمر المواد المغذية.
• الاستخدام المفرط للمضادات الحيوية لدى الرضع والأطفال.
• زيادة 20-40 من أوميغا 6 والزيوت في نظامنا الغذائي، والحد من استهلاك اوميغا 3 من الاسماك. وتسخين هذه الزيوت ينتج الأحماض الدهنية غير المشبعة، والتي تضر سلامة غشاء الخلية
• يمكن لبطء مدة الطهي لفترات طويلة أن تدمير الفيتامينات.
• الطبخ بالميكروويف يدمر بعض الفيتامينات والبيوفلافونويدس.
• التغيير في عادات الأكل في السنوات ال 50 الماضية: لقد استبدلنا الأطعمة الغنية بالمغذيات الطبيعية، مثل الفواكه والخضروات العضوية، بالأطعمة قليلة المغذيات والمعالجة.
• الدجاج الذي ينمو أسرع بعدة مرات على نظام غذائي يغلب عليه المضادات الحيوية.
إن نقص التغذية يتفاعل مع تعدد الأشكال الجينية الموجودة مسبقا الناتجة في الهياكل الخلوية والأجهزة الخلوية الداخلية والتي هي أقل من الأمثل. وعندما تتعرض هذه الخلايا في وقت لاحق للمواد الكيميائية السامة والمعادن الثقيلة والمستضدات مثل البكتيريا والفيروسات التي يمكن أن تتلفها بسهولة، وبالتالي تفشل في أداء وظائفها الطبيعية.
ويتم توزيع هذه الخلايا في جميع أنحاء أجهزة الجسم، مثل: الجهاز المناعي، والجهاز العصبي المركزي والجهاز الهضمي والجهاز الهرموني العصبي والجهاز العضلي الهيكلي وغيرها. ونتيجة لذلك فقد وصف التوحد بالاضطراب الجهازي المتعدد.